# 独羊岗乡
独羊岗乡，是中华人民共和国河北省石家庄市行唐县下辖的一个乡镇级行政单位。

## 行政区划
独羊岗乡下辖以下地区：
独羊岗村、北贾素村、燕头村、郑家庄村、柏朳村、西秀村、余底村、贾庄村、河合村、岗头上村、寨里村、欢同村、东差取村、西差取村、南差取村和北差取村。